# The Civil Wars

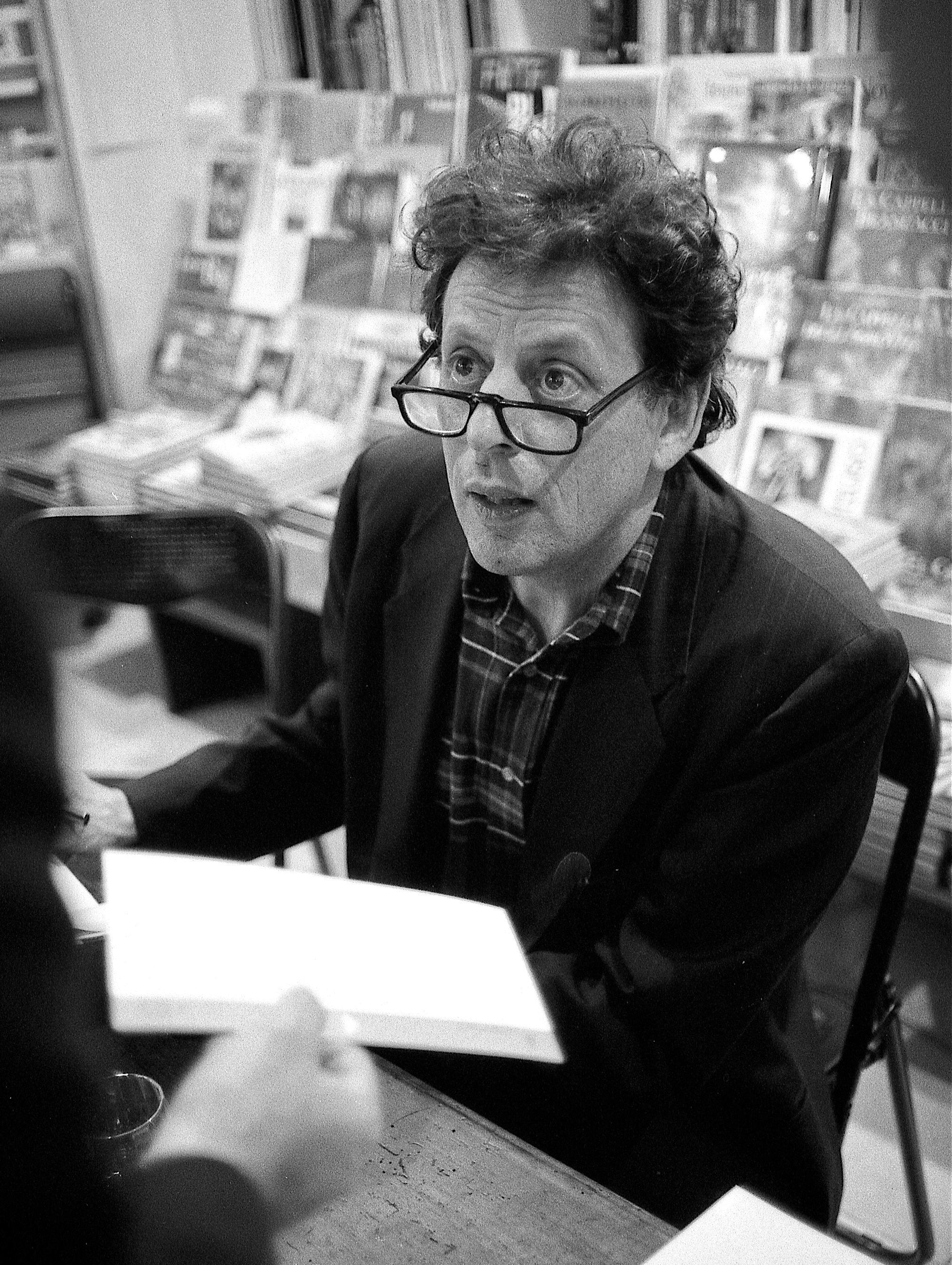
Philip Glass

the CIVIL warS: A Tree Is Best Measured When It Is Down är en amerikansk opera i fem akter av regissören Robert Wilson med musik av Philip Glass, David Byrne, Gavin Bryars med flera. Operan har aldrig framförts i sin helhet.

## Historia
Ursprungsidén med The Civil Wars var att skapa ett dagslångt stycke teatermusik till invigningen av de Olympiska sommarspelen 1984 i Los Angeles. Tanken var att sex olika kompositörer från sex olika länder skulle komponera var sin del av Wilsons texter, vilka var inspirerade av det amerikanska inbördeskriget. Efter att de olika delarna haft premiär i sina hemländer skulle de sedan fogas samman till ett enda episkt framförande i Los Angeles. Premiären av verket i sin helhet fick ställas in då pengar saknades och tidsgränser inte hölls. Fyra av de sex delarna har framförts under Wilsons ledning i Minneapolis, Rom, Rotterdam och Köln. Workshopsammankomster har hållits i Tokyo och Marseille för de två återstående delarna.

### Minneapolis-delen
Den amerikanska delen av The Civil Wars bestod av tolv korta mellanspel avsedda att sammanlänka större scener och ge tid för scenbyten. David Byrne var kompositör till dessa mestadels ordlösa stycken som hade premiär i april 1984 på konstmuseet Walker Art Center. Handlingen framförs genom nio dansare iklädda vita läkarrockar. Allt var inspirerat och påverkat av den japanska dockteaterformen Bunraku, No-teater och Kabukiteater. Dekoren bestod av flyttbara vita fyrkanter, påminnande om shōjiramar, vilka smidigt kunde flyttas för att skapa rum för nya scener. Byrnes musik var dock inte hämtad från Japan, utan från det New Orleans-baserade brassbandet Dirty Dozen Brass Band.

### Köln-delen
Köln-delen består av första scenen av akt I, finalscenen av akt III samt hela akt IV och epilogen. Denna del är inte så mycket en opera utan mer musikteater med talad dialog. Huvudpersonen är Fredrik den Store vars kamp att behålla makten speglas i en modern familjs privata kamp under en dominerande patriark. Librettot utarbetade Wilson i samarbete med den tyska dramatikern Heiner Müller, utöver texter från Racine och Shakespeare. Huvudkompositör var Hans Peter Kuhn med bidrag från Michael Galasso, Philip Glass, David Byrne, Thomas Tallis och Franz Schubert och traditionell japansk gagakumusik. Denna del hade premiär den 19 januari 1984 i operahuset i Köln. 1985 framfördes stycket i en produktion i Cambridge, Massachusetts. Juryn för Pulitzerpriset belönade enhälligt föreställningen med dramapriset för år 1986. Men styrelsen för prisutdelningen upphävde beslutet med resultatet att inget dramapris delades ut det året.

### Rom-delen
Rom-delen består av prologen och hela akt V och är indelad i en prolog och två scener. Musiken är av Philip Glass och han påbörjade arbetet sent i den kreativa processen. Wilson hade redan planerat och videofilmat en stum version av delen. Glass fick anpassa sin musik efter filmens tempo snarare än att följa sitt eget tempo. Glass skulle senare använda sig av samma teknik i arbetet med La belle et la bête, en opera tänkt att framföras som ett synkront soundtrack till Jean Cocteaus klassiska film från 1946, Flickan och odjuret.
Librettot är skrivet av Wilson i samarbete med Maita di Niscemi. Texterna är skrivna på latin, italienska och engelska. En inledande fredsbön framförs av Moder Jord, en Fjälluggla och Abraham Lincoln. I nästa scen sjunger den italienske frihetshjälten Giuseppe Garibaldi medan hans soldater möter en grupp av Hopidansare. Scen två domineras av två talade avsnitt: det första framförs av general Robert E. Lee och det andra av den sörjande, sinnessjuka änkan Mary Todd Lincoln. Genom hela akten kommenterar en oktett (bestående av karaktärer från den grekiska mytologin såsom Hercules och hans moder Alkmena) handlingen medelst citat från Seneca den yngres verk Hercules Furens och Hercules Oetæus. Rom-delen hade premiär den 25 mars 1984 på Teatro dell'Opera di Roma dirigerad av Marcello Panni, med Luigi Petroni som Garibaldi.

### Rotterdam-delen
Rotterdam-delen var den första att ha premiär, den 6 september 1983 på Schouwburg Theater i Rotterdam. Uppsättningen präglades av bilder av det nederländska landskapet, samt karaktärer såsom spionen Mata Hari, drottning Vilhelmina, Vilhelm den tyste, kålhuvuden och tulpaner. Musiken komponerades av Nicolas Economou och Maita di Niscemi skrev librettot.

### Marseille-delen
Marseille-delen består av två scener från akt II och två scener från akt III. Musiken är komponerad av Gavin Bryars och texten är delvis skriven av den libanesiske poeten Etel Adnan. Bryars tonsatte texter av Marie Curie, påven Leo XIII samt ett tal av en vetenskapsman från Jules Vernes berättelse En världsomsegling under havet. Verket fullbordades aldrig och har inte framförts offentligt, förutom vid en workshop i klostret La Sainte Baume utanför Marseille den 13 februari 1984.

### Tokyo-delen
Wilson befann sig i Tokyo på en workshop (10 februari 1984) för att slutföra förberedelserna inför uppsättningen av Tokyo-delen när han nåddes av budet att ledningen för Olympiska spelens kultursektion hade lagt ner projektet på grund av penningbrist. Tokyo-delen skulle bestå av en scen från akt I, en scen från akt II och två scener från akt III.

## Källhänvisningar